# The Ride (Rafał-Brzozowski-Lied)
The Ride (englisch für „Die Fahrt“) ist ein englischsprachiger Popsong, der von einem Team bestehend aus Joakim Övrenius, Thomas Karlsson, Clara Rubensson und Johan Mauritzson geschrieben wurde. Mit diesem Titel vertrat der polnische Sänger Rafał Brzozowski Polen beim Eurovision Song Contest 2021 in Rotterdam. Außerdem existiert eine Version der Komponistin Clara Rubensson.

## Hintergrund und Produktion
Im Oktober kündigte die polnische Rundfunkanstalt Telewizja Polska an, dass man auch 2021 am Eurovision Song Contest teilnehmen werde. Allerdings wurden noch keine Details zum Auswahlverfahren bekanntgegeben. Im März 2021 gab man bekannt, dass Brzozowski Polen beim kommenden Wettbewerb vertreten werde. Bereits zuvor moderierte er den Junior Eurovision Song Contest 2020 und saß in der polnischen Jury für den Eurovision Song Contest 2019.
Der Titel The Ride wurde vom Autorenteam Joakim Övrenius, Thomas Karlsson, Clara Rubensson und Johan Mauritzson geschrieben.
Parallel zur von Rafał Brzozowski gesungenen Version von The Ride existiert eine Fassung des Liedes mit einem anderen Arrangement, gesungen von seiner Co-Autorin, der schwedischen Sängerin Clara Rubensson. Diese Version wurde am 11. März 2021, kurz vor der offiziellen Veröffentlichung des Titels von Brzozowski, im Internet geleakt. In einem Interview gegenüber eurowizja.org erklärten die Songwriter, dass das Lied 2020 entstanden war und als vierte Single von Clara Rubensson veröffentlicht werden sollte. Im Hinblick auf den Eurovision Song Contest wurde der Titel Rafał Brzozowski angeboten. Rubensson erklärte, sie wisse nicht, wie ihre Version ins Internet gelangt sei.

## Musik und Text
Die Up-Tempo-Nummer ist in einer Instrumentierung der für die 80er-Jahre üblichen Synthiepop gehalten. Der Sänger beschreibt The Ride als dynamisch und tanzbar. Das Lied solle positive Energie ausstrahlen. Laut den Komponisten könne man alles erreichen, was man könne, aber man müsse danach streben. Wenn man sich entscheide, auf die nächste Stufe zu gelangen, werde man es erreichen. Der Ausdruck der im Titel erwähnten „Fahrt“ („The Ride“) sei, dass man selbst bestimme, wohin diese Fahrt gehe.

## Beim Eurovision Song Contest
Die Europäische Rundfunkunion kündigte am 17. November 2020 an, dass die ausgeloste Startreihenfolge für den 2020 abgesagten Eurovision Song Contest beibehalten werde. Polen trat somit in der ersten Hälfte des zweiten Halbfinale am 20. Mai 2021 an. Am 30. März gab der Ausrichter bekannt, dass Polen die Startnummer 6 erhalten hat. Künstlerischer Leiter der polnischen Delegation ist Mikołaj Dobrowolski. Brzozowski kündigte an, dass er auf der Bühne von vier Tänzern, sowie einem Begleitsänger begleitet werde.

## Veröffentlichung und Musikvideo
Titel und Musikvideo wurden erstmals am 12. März der Öffentlichkeit gezeigt. Regisseur des Videos war Pascal Pawliszewski. Es wurde im Neon-Museum in Praga-Południe gedreht. Am 16. Juli 2021 wurde Rubenssons Version als Bonustitel zu ihrem Cover des 1985 erschienenen Songs Love in Siberia aus dem Repertoire der dänischen Band Laban veröffentlicht.

## Rezeption
Die Wahl des Künstlers wurde in Polen zunächst negativ aufgenommen. So wurde kritisiert, dass der Sänger nicht charismatisch genug wirke und seine stimmlichen Fähigkeiten nicht gut genug seien. Gerüchte, wonach Jacek Kurski Einfluss auf die Entscheidung genommen habe, wurden vom Sänger dementiert.
Weiterhin sei der Titel selbst eher schwach. Kritisiert wurde, dass der Titel wie eine billige Version von Blinding Lights klinge. Das zugehörige Musikvideo sei auf dem YouTube-Kanal des Eurovision Song Contest der Beitrag mit den meisten schlechten Bewertungen aus sämtlichen Beiträgen des Jahres 2021.